# Eugène Vermeulen
Pour les articles homonymes, voir Vermeulen.
Eugène Vermeulen, né le 2 mars 1811 à Boulogne-sur-Mer et mort le 12 mai 1835 dans l'Ancien 11e arrondissement de Paris, est un peintre français, actif en Belgique.
Son champ pictural couvre les vues de ville, les paysages et les représentations animalières. Durant sa courte carrière, il expose aux salons triennaux de Bruxelles et de Gand, à l'Exposition des maîtres vivants de La Haye et au Salon de Paris.

## Biographie

### Famille
Eugène (Eugène Pierre Vincent) Vermeulen, né le 2 mars 1811 à Boulogne-sur-Mer, est le fils de Pierre Joseph Vermeulen, imprimeur, de nationalité belge (né à Bruxelles le 2 juillet 1778, où il est mort le 15 décembre 1837), imprimeur, et de Rose Adélaïde Marguerite Decaux (née à Dieppe le 17 août 1781 et morte à Bruxelles le 22 octobre 1825), établis à Boulogne-sur-Mer, où ils se sont mariés en 1808, puis rue du Pont-Neuf no 188 à Bruxelles.

### Formation
Eugène Vermeulen est formé à la peinture à Bruxelles, avant 1830, par Eugène Verboeckhoven, peintre animalier renommé,.

### Carrière
Eugène Vermeulen expose pour la première fois au Salon de Bruxelles de 1830 deux vues de ville, un paysage et un paysage avec des figures animalières. La même année, il envoie quatre toiles à l'Exposition des maîtres vivants de La Haye. La plupart du temps, il réside à Bruxelles chez son père, veuf depuis 1825, où il est domicilié. Il se perfectionne aussi en France, où il expose.  Au salon de Douai de 1831, il reçoit une médaille pour le mérite de l'œuvre qu'il a exposée. Il est ensuite présent au Salon de Paris de 1835. Ses débuts laissent augurer une carrière de renom.
Eugène Vermeulen, meurt, après une maladie de quelques jours, à l'âge de 23 ans, rue Corneille, no 5 à Paris le 12 mai 1835. Il est inhumé à la 4e division du cimetière de Montparnasse. Le 24 mai 1835, un service funèbre est prononcé à l'église Notre-Dame du Finistère à Bruxelles.

## Œuvre

### Caractéristiques
Son champ pictural couvre les vues de ville, les paysages et les représentations animalières. Hormis les tableaux exposés aux salons officiels, on connaît de lui Bateaux de pêcheurs sur une rivière près d'un village (1832), vendu en 2003 par la Christie's pour la somme de 12 000 dollars et Après l'orage, représentant un bœuf, un âne et un mouton (1833).

### Expositions

#### Belgique
- Salon de Bruxelles de 1830 : Une vue de ville prise à Bruxelles, Vue aux environs de Bruxelles (figures par Eugène Verboeckhoven), Un paysage avec fabriques et Un site montagneux avec âne, mouton et chèvre[4].
- Salon de Gand (XVe) de 1832 : Vue prise aux environs de Bruxelles[8].
- Salon de Bruxelles de 1833 : Vue des ruines du château de Montaigle, province de Namur[9].

#### France
- Salon de la ville de Douai de 1831 : Une ferme des environs de Bruxelles[6].
- Salon de Paris de 1835 : Site montagneux et boisé[6].

#### Pays-Bas
- Exposition des maîtres vivants de La Haye en 1830 : Un pré avec un âne et des moutons, Un paysage montagneux, Un paysage urbain à Menin et Un chien de Terre-Neuve[5].